# Anslutningsfördraget 1994
Anslutningsfördraget 1994, även känt som Korfufördraget, är ett fördrag inom Europeiska unionen som undertecknades den 24 juni 1994 på Korfu, Grekland. Det trädde i kraft den 1 januari 1995 efter att ha ratificerats av alla medlemsstater samt de anslutande staterna, utom Norge, i enlighet med deras respektive konstitutionella bestämmelser.
Fördraget fastställde villkoren för de fyra staternas anslutning till Europeiska unionen (EU). Det utgör en del av unionens primärrätt och är juridiskt bindande för medlemsstaterna.
Fördragets officiella namn är "fördrag mellan Konungariket Belgien, Konungariket Danmark, Förbundsrepubliken Tyskland, Hellenska republiken, Konungariket Spanien, Franska republiken, Irland, Italienska republiken, Storhertigdömet Luxemburg, Konungariket Nederländerna, Portugisiska republiken, Förenade konungariket Storbritannien och Nordirland (Europeiska unionens medlemsstater) och Konungariket Norge, Republiken Österrike, Republiken Finland, Konungariket Sverige om Konungariket Norges, Republiken Finlands och Konungariket Sveriges anslutning till Europeiska unionen". Eftersom fördraget aldrig ratificerades av Norge, innebar det att unionen utvidgades med tre nya medlemsstater. Staterna hade sedan tidigare erhållit statusen som "kandidatland".
Fördraget, inklusive samtliga ratificeringsinstrument från alla EU:s medlemsstater, är deponerat hos den italienska regeringen i Rom i likhet med unionens övriga fördrag. Det finns i en juridiskt bindande och bestyrkt version på varje av Europeiska unionens officiella språk.

## Historia

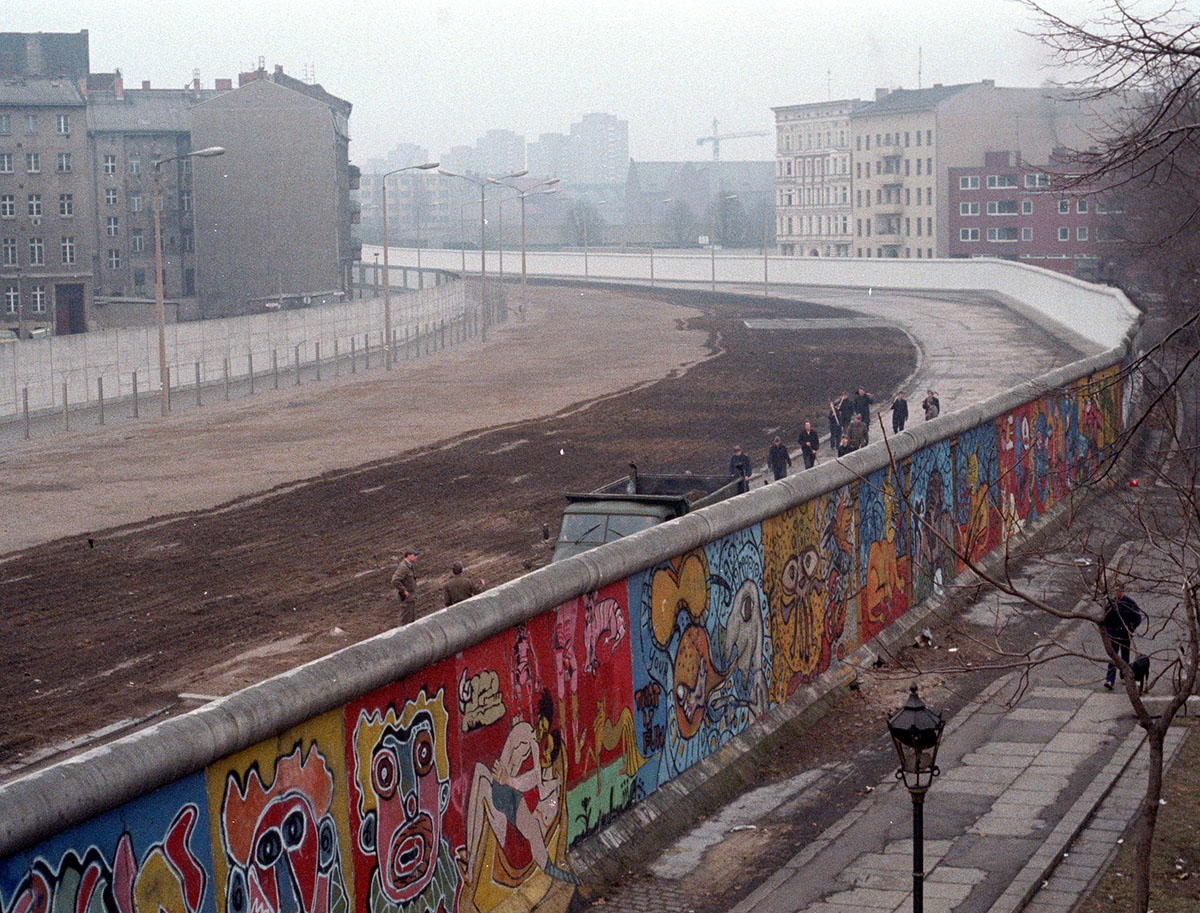
Berlinmurens fall 1989 bidrog till att utvidgningen ägde rum.

I och med Berlinmurens och Järnridåns fall 1989 var kalla kriget över. Det innebar också att de stater i Europa som av olika skäl, till exempel på grund av sin neutralitet, hållit sig utanför det europeiska samarbetet nu kunde ansluta det eftersom det inte längre var lika politiskt laddat. Norge hade redan ansökt om medlemskap två gånger tidigare, men hade misslyckats att ansluta sig vid båda tillfällena. Första gången berodde det på att Frankrike lade in sitt veto mot Storbritanniens anslutning, vilket resulterade i att Danmark, Irland och Norge självmant drog tillbaka sina medlemskapsansökningar. Vid det andra tillfället röstade en majoritet mot anslutningen i en norsk folkomröstning. Norge var dock sedan tidigare medlem i Nato.
Österrike ansökte om medlemskap för första gången i slutet av 1980-talet. Finland och Sverige gjorde detsamma i början av 1990-talet. Alla dessa tre stater hade varit neutrala under kalla kriget och därför hållit sig utanför såväl det europeiska samarbetet som Nato. Under sommaren 1994 kunde slutligen ett anslutningsfördrag ingås mellan Europeiska unionen och de anslutande staterna. Detta fördrag trädde i kraft den 1 januari 1995, vilket innebar att de anslutande staterna blev fullvärdiga medlemsstater. Norge kunde dock, för tredje gången i rad, inte fullfölja sin anslutning, eftersom anslutningsfördraget avslogs i en folkomröstning för andra gången.

## Syfte och innehåll
Själva anslutningsfördraget består bara av tre artiklar. Den första artikeln fastslår att de anslutande staterna blir medlemmar i unionen och att villkoren för detta återfinns i anslutningsakten som är fogad till fördraget. Anslutningsakten är betydligt mer omfattande och detaljerad än själva fördraget. Den andra och tredje artikeln föreskriver endast juridiska bestämmelser om fördragets giltighet och ikraftträdande.
I anslutningsakten återfinns en mängd bestämmelser som reglerar villkoren för utvidgningen. Där återfinns särskilt övergångsbestämmelser som medger vissa undantag under en begränsad period för de anslutande staterna för att dessa ska hinna anpassa sig till ett visst regelverk. För Sveriges del återfinns där även ett permanent undantag från förbudet mot förvärv av snus inom unionen. Enligt undantaget får Sverige inte underminera förbudet i de andra medlemsstaterna.

## Ratificeringsprocessen
För att träda i kraft var anslutningsfördraget tvunget att bli ratificerat i samtliga Europeiska unionens medlemsstater. Dessutom var det tvunget att bli ratificerat i respektive anslutande stat för att omfatta dessa. Alla anslutande stater valde att folkomrösta om medlemskapet. Först ut att folkomrösta om fördraget var Österrike, där 66,6 procent röstade för medlemskap. I Finland röstade 56,9 procent för medlemskap, medan i Sverige röstade 52,3 procent för medlemskap. Dessutom hölls en separat folkomröstning på Åland, trots att befolkningen även hade deltagit i den finländska folkomröstningen. Där röstade en majoritet för att bli en del av unionen.
I Norge röstade dock en majoritet på 52,2 procent mot medlemskapet, vilket innebar att landet inte kunde ratificera anslutningsfördraget. Således avslogs Norges anslutning till det europeiska samarbetet för andra gången i en folkomröstning. Enligt bestämmelserna i anslutningsfördraget kunde det ändå träda i kraft, men utan att omfatta Norge.
Bland medlemsstaterna i unionen genomfördes ratificeringsprocessen utan hinder. Anslutningen av de fyra välutvecklade staterna var inte kontroversiell i de redan anslutna medlemsstaterna och fördraget kunde därför ratificeras på rekordkort tid.
Fördraget och alla ratifikationsdokument är deponerat hos den italienska regeringen i Rom, i likhet med övriga EU-fördrag. Varje medlemsstat har erhållit en bestyrkt kopia av fördraget av den italienska regeringen.

### Ratificeringsförfarandet i detalj
| Europeiska unionen |  | 1994-06-24       |                  | 1994-06-24       |                  | ej nödvändigt |  | ej nödvändigt |  |    |   |   |  |
| ------------------ |  | ---------------- | ---------------- | ---------------- | ---------------- | ------------- |  | ------------- |  | -- | - | - |  |
|                    |  | Europeiska rådet | Europeiska rådet | Europeiska rådet | Europeiska rådet | Godkänt       |  | 1994-06-24    |  | 12 | 0 | 0 |  |

| Belgien |  | 1994-06-24         |                    | 1994-12-20         |                    | 1994-12-23 |  | 1994-12-29 |  |   |   |   |  |
| ------- |  | ------------------ | ------------------ | ------------------ | ------------------ | ---------- |  | ---------- |  | - | - | - |  |
|         |  | Deputeradekammaren | Deputeradekammaren | Deputeradekammaren | Deputeradekammaren | Godkänt    |  | 1994-12-20 |  | ? | ? | ? |  |
|         |  | Senaten            | Senaten            | Senaten            | Senaten            | Godkänt    |  | 1994-11-24 |  | ? | ? | ? |  |

| Danmark |  | 1994-06-24  |             |             |             | 1994-12-02 |  | 1994-12-07 |  |   |   |   |  |
| ------- |  | ----------- | ----------- | ----------- | ----------- | ---------- |  | ---------- |  | - | - | - |  |
|         |  | Folketinget | Folketinget | Folketinget | Folketinget | Godkänt    |  |            |  | ? | ? | ? |  |

| Finland |  | 1994-06-24     |                | 1994-11-18     |                | 1994-12-08 |  | 1994-12-09 |  |                |      |      |  |
| ------- |  | -------------- | -------------- | -------------- | -------------- | ---------- |  | ---------- |  | -------------- | ---- | ---- |  |
|         |  | Folkomröstning | Folkomröstning | Folkomröstning | Folkomröstning | Godkänt    |  | 1994-10-16 |  | 57 %           | 43 % | 70 % |  |
|         |  | Riksdagen      | Riksdagen      | Riksdagen      | Riksdagen      | Godkänt    |  | 1994-11-18 |  | ?              | ?    | ?    |  |
| Åland   |  | Folkomröstning | Folkomröstning | Folkomröstning | Folkomröstning | Godkänt    |  | 1994-11-20 |  | 74 %           | 26 % | 49 % |  |
| Åland   |  | Lagtinget      | Lagtinget      | Lagtinget      | Lagtinget      | Godkänt    |  |            |  | Ingen votering |      |      |  |

| Frankrike |  | 1994-06-24           |                      |                      |                      |         |  | 1994-12-27 |  |   |   |   |  |
| --------- |  | -------------------- | -------------------- | -------------------- | -------------------- | ------- |  | ---------- |  | - | - | - |  |
|           |  | Nationalförsamlingen | Nationalförsamlingen | Nationalförsamlingen | Nationalförsamlingen | Godkänt |  |            |  | ? | ? | ? |  |
|           |  | Senaten              | Senaten              | Senaten              | Senaten              | Godkänt |  |            |  | ? | ? | ? |  |

| Grekland |  | 1994-06-24  |             |             |             | 1994-12-22 |  | 1994-12-29 |  |                |  |  |  |
| -------- |  | ----------- | ----------- | ----------- | ----------- | ---------- |  | ---------- |  | -------------- |  |  |  |
|          |  | Parlamentet | Parlamentet | Parlamentet | Parlamentet | Godkänt    |  |            |  | Ingen votering |  |  |  |

| Irland |  | 1994-06-24        |                   |                   |                   | 1994-12-07 |  | 1994-12-15 |  |                |  |  |  |
| ------ |  | ----------------- | ----------------- | ----------------- | ----------------- | ---------- |  | ---------- |  | -------------- |  |  |  |
|        |  | Representanthuset | Representanthuset | Representanthuset | Representanthuset | Godkänt    |  |            |  | Ingen votering |  |  |  |
|        |  | Senaten           | Senaten           | Senaten           | Senaten           | Godkänt    |  |            |  | Ingen votering |  |  |  |

| Italien |  | 1994-06-24         |                    |                    |                    | XXXX-XX-XX |  | 1994-12-21 |  |                |   |   |  |
| ------- |  | ------------------ | ------------------ | ------------------ | ------------------ | ---------- |  | ---------- |  | -------------- | - | - |  |
|         |  | Deputeradekammaren | Deputeradekammaren | Deputeradekammaren | Deputeradekammaren | Godkänt    |  |            |  | ?              | ? | ? |  |
|         |  | Senaten            | Senaten            | Senaten            | Senaten            | Godkänt    |  |            |  | Ingen votering |   |   |  |

| Luxemburg |  | 1994-06-24  |             |             |             | 1994-12-12 |  | 1994-12-20 |  |   |   |   |  |
| --------- |  | ----------- | ----------- | ----------- | ----------- | ---------- |  | ---------- |  | - | - | - |  |
|           |  | Parlamentet | Parlamentet | Parlamentet | Parlamentet | Godkänt    |  |            |  | ? | ? | ? |  |

| Nederländerna |  | 1994-06-24        |                   |                   |                   | XXXX-XX-XX |  | 1994-12-21 |  |                |  |  |  |
| ------------- |  | ----------------- | ----------------- | ----------------- | ----------------- | ---------- |  | ---------- |  | -------------- |  |  |  |
|               |  | Representanthuset | Representanthuset | Representanthuset | Representanthuset | Godkänt    |  |            |  | Ingen votering |  |  |  |
|               |  | Senaten           | Senaten           | Senaten           | Senaten           | Godkänt    |  |            |  | Ingen votering |  |  |  |

| Norge |  | 1994-06-24     |                |                |                |          |  |            |  |      |      |      |  |
| ----- |  | -------------- | -------------- | -------------- | -------------- | -------- |  | ---------- |  | ---- | ---- | ---- |  |
|       |  | Folkomröstning | Folkomröstning | Folkomröstning | Folkomröstning | Avslaget |  | 1994-11-28 |  | 48 % | 52 % | 89 % |  |
|       |  | Stortinget     | Stortinget     | Stortinget     | Stortinget     | Avbrutet |  |            |  | -    | -    | -    |  |

| Portugal |  | 1994-06-24  |             |             |             | 1994-12-22 |  | 1994-12-29 |  |   |   |   |  |
| -------- |  | ----------- | ----------- | ----------- | ----------- | ---------- |  | ---------- |  | - | - | - |  |
|          |  | Parlamentet | Parlamentet | Parlamentet | Parlamentet | Godkänt    |  |            |  | ? | ? | ? |  |

| Spanien |  | 1994-06-24         |                    |                    |                    | 1994-12-29 |  | 1994-12-30 |  |   |   |   |  |
| ------- |  | ------------------ | ------------------ | ------------------ | ------------------ | ---------- |  | ---------- |  | - | - | - |  |
|         |  | Deputeradekammaren | Deputeradekammaren | Deputeradekammaren | Deputeradekammaren | Godkänt    |  |            |  | ? | ? | ? |  |
|         |  | Senaten            | Senaten            | Senaten            | Senaten            | Godkänt    |  |            |  | ? | ? | ? |  |

| Storbritannien |  | 1994-06-24 |            |            |            | 1994-11-03 |  | 1994-11-29 |  |                |  |  |  |
| -------------- |  | ---------- | ---------- | ---------- | ---------- | ---------- |  | ---------- |  | -------------- |  |  |  |
|                |  | Underhuset | Underhuset | Underhuset | Underhuset | Godkänt    |  |            |  | Ingen votering |  |  |  |
|                |  | Överhuset  | Överhuset  | Överhuset  | Överhuset  | Godkänt    |  |            |  | Ingen votering |  |  |  |

| Sverige |  | 1994-06-24     |                | 1994-12-15     |                | 1994-12-15 |  | 1994-12-21 |  |      |      |      |  |
| ------- |  | -------------- | -------------- | -------------- | -------------- | ---------- |  | ---------- |  | ---- | ---- | ---- |  |
|         |  | Folkomröstning | Folkomröstning | Folkomröstning | Folkomröstning | Godkänt    |  | 1994-11-13 |  | 52 % | 47 % | 83 % |  |
|         |  | Riksdagen      | Riksdagen      | Riksdagen      | Riksdagen      | Godkänt    |  | 1994-12-15 |  | 278  | 36   | 0    |  |

| Tyskland |  | 1994-06-24    |               |               |               | 1994-09-02 |  | 1994-10-13 |  |   |   |   |  |
| -------- |  | ------------- | ------------- | ------------- | ------------- | ---------- |  | ---------- |  | - | - | - |  |
|          |  | Förbundsdagen | Förbundsdagen | Förbundsdagen | Förbundsdagen | Godkänt    |  |            |  | ? | ? | ? |  |
|          |  | Förbundsrådet | Förbundsrådet | Förbundsrådet | Förbundsrådet | Godkänt    |  |            |  | ? | ? | ? |  |

| Österrike |  | 1994-06-24     |                |                |                | 1994-11-22 |  | 1994-11-24 |  |      |      |      |  |
| --------- |  | -------------- | -------------- | -------------- | -------------- | ---------- |  | ---------- |  | ---- | ---- | ---- |  |
|           |  | Folkomröstning | Folkomröstning | Folkomröstning | Folkomröstning | Godkänt    |  | 1994-06-12 |  | 67 % | 33 % | 82 % |  |
|           |  | Nationalrådet  | Nationalrådet  | Nationalrådet  | Nationalrådet  | Godkänt    |  |            |  | ?    | ?    | ?    |  |
|           |  | Förbundsrådet  | Förbundsrådet  | Förbundsrådet  | Förbundsrådet  | Godkänt    |  |            |  | ?    | ?    | ?    |  |